# Mahé Drysdale
Alexander Mahé Owens Drysdale (Melbourne, 19 novembre 1978) è un canottiere neozelandese, vincitore di un bronzo nel singolo a Pechino 2008, di un oro a Londra 2012 e di un oro a  Rio 2016.

## Palmarès
- Olimpiadi

Pechino 2008: bronzo nel singolo.
Londra 2012: oro nel singolo.
Rio de Janeiro 2016: oro nel singolo.
- Mondiali

Kaizu 2005: oro nel singolo.
Eton  2006: oro nel singolo.
Monaco di Baviera 2007: oro nel singolo.
Poznań 2009: oro nel singolo.
Lago Karapiro 2010: argento nel singolo.
Bled 2011: oro nel singolo.
Amsterdam 2014: argento nel singolo.
Aiguebelette 2015: argento nel singolo.